# Close Up (programma televisivo)
Close Up era un programma televisivo statunitense in onda nel 2011 che raccontava la storia, la carriera e i gossip delle più celebri star di Hollywood.
Prodotto da Prime Entertainment Group, è stato trasmesso da varie reti televisive. In Italia gli episodi del programma vanno in onda su Paramount Channel.

## Episodi
Ogni episodio ricostruisce la biografia una celebrità, tramite interviste e una voce narrante.

### Stagione 1 (2011)
| nº | Star protagonista |
| -- | ----------------- |
| 1  | Angelina Jolie    |
| 2  | John Travolta     |
| 3  | Sharon Stone      |
| 4  | Kirsten Dunst     |
| 5  | Johnny Depp       |
| 6  | Halle Berry       |
| 7  | Denzel Washington |
| 8  | Tobey Maguire     |
| 9  | Leonardo DiCaprio |
| 10 | Charlize Theron   |
| 11 | Nicolas Cage      |
| 12 | Julia Roberts     |
| 13 | Keanu Reeves      |